# قائمة أسماء النجوم العربية
فيما يلي قائمة بأسماء النجوم العربية. أغلبية أسماء النجوم التقليدية عند الفلكيين الغربيين هي من أصل عربي والقليل منها ذات أصل يوناني أو مجهولة الأصل.

## تاريخ الأسماء العربية
ظهرت أسماء قديمة جداً للنجوم بين الناس الذين يعيشون في شبه الجزيرة العربية منذ أكثر من ألف وخمسمئة سنة، وذلك قبل ظهور الإسلام. ومع ذلك، نشأت العديد من أسماء النجوم في وقت لاحق في التاريخ وترجمت بعض الأوصاف من اللغة اليونانية القديمة. جمع الفلكي كلاوديوس بطليموس (الذي عاش قبل نحو 2000 سنة في الإسكندرية - مصر) أوصافاً لـ1025 نجم في كتاب يُسمى «النظام الأكبر في علم الفلك» والذي نُشر حوالي عام 150م. وتُرجم كتاب بطليموس إلى اللغة العربية خلال القرنين الثامن والتاسع الميلاديّين، واشتهر بعد ذلك باسمه المختصر الذي أطلقه عليه العرب «المجسطي».
ولاحقاً، اكتشف الفلكيّون المسلمون العديد من النجوم الجديدة بواسطة الرصد المتواصل. ولعل أكثر هذه الأرصاد أهميّة هو كتاب صور الكواكب الثمانية والأربعين لعبد الرحمن الصوفي (المعروف باسم Azophi في الغرب)، والذي قدّم شرحاً شاملاً لجميع النجوم عبر أرصاده الخاصة، فيما يتضمّن صفاتها ومواقعها وألوانها وأقدارها (القدر هو وحدة تُستخدم منذ القدم لقياس سطوع الأجرام السماوية).
في أوروبا وخلال العصور الوسطى وعصر النهضة، تم نسخ العديد من أسماء النجوم القديمة أو ترجمتها بشكل غير صحيح من قبل كتب مختلفة، وبعضهم لا يعرف اللغة العربية جيداً. ونتيجة لذلك فيُمكن أن يكون اسم النجم معقداً أو محرّفاً.

## أ
| اسم النجم     | تسمية باير            | الاسم التقليدي | الكوكبة      |
| ------------- | --------------------- | -------------- | ------------ |
| آخر النهر     | Theta Eridani         | Acamar         | النهر        |
| الصافي        | Sigma Draconis        | Alsafi         | التنين       |
| الأرنب        | Alpha Leporis         | Arneb          | الأرنب       |
| أزهى          | Eta Eridani           | Azha           | النهر        |
| الأنف         | Epsilon Pegasi        | Enif           | الفرس الأعظم |
| الإزار        | Epsilon Boötis        | Izar           | العواء       |
| الإلية        | Epsilon Ursae Majoris | Alioth         | الدب الأكبر  |
| أخفى الفرقدين | γ UMi                 | Pherkad        | الدب الأصغر  |

## ب
| اسم النجم  | تسمية باير        | الاسم التقليدي | الكوكبة     |
| ---------- | ----------------- | -------------- | ----------- |
| بطن القيطس | Zeta Ceti         | Baten Kaitos   | القيطس      |
| بيض        | Omicron¹ Eridani  | Beid           | النهر       |
| بنات النعش | Eta Ursae Majoris | Benetnash      | الدب الأكبر |
| بطين       | Delta Arietis     | Botein         | الحمل       |
| البردون    | Epsilon Centauri  | Birdun         | قنطور       |
| البالع     | Epsilon Aquarii   | Albali         | الدلو       |
| البقار     | Beta Boötis       | Nekkar         | العواء      |
| بلقين      | Tau Pup           | Tau Pup        | الكوثل      |
| بلدة       | Pi Sagittarii     | Albaldah       | الرامي      |
| بخاتي      | Eta Geminorum     |                | التوأمان    |

## ت
| اسم النجم | تسمية باير     | الاسم التقليدي | الكوكبة |
| --------- | -------------- | -------------- | ------- |
| التيس     | Delta Draconis | Altais         | التنين  |

## ث
| اسم النجم | تسمية باير     | الاسم التقليدي | الكوكبة |
| --------- | -------------- | -------------- | ------- |
| الثعبان   | Alpha Draconis | Thuban         | التنين  |

## ج
| اسم النجم          | تسمية باير       | الاسم التقليدي | الكوكبة      |
| ------------------ | ---------------- | -------------- | ------------ |
| الجدي              | Alpha Capricorni | Algedi         | الدب الأصغر  |
| الجنب              | Gamma Pegasi     | Algenib        | الفرس الأعظم |
| جبهة الأسد         | Gamma Leonis     | Algieba        | الأسد        |
| جبار               | BEta Orionis     | Algjebbah      | الجبار       |
| جدي الجدي          | Alpha Capricorni | Algedi         | الجدي        |
| جناح الغراب الأيمن | Gamma Corvi      | Gienah         | الغراب       |
| الجناح             | Epsilon Cygni    | Gienah         | الدجاجة      |

## ح
| اسم النجم   | تسمية باير     | الاسم التقليدي | الكوكبة | ملاحظات                                                                                          |
| ----------- | -------------- | -------------- | ------- | ------------------------------------------------------------------------------------------------ |
| حضار        | Alpha Centauri | Rigel          | قنطورس  | يوجد نجم آخر بجواره يحمل الاسم "Hadar" مشتق من الاسم العربي "حَضار"، هذا النجم اسمه العربي الوزن. |
| حارس السماء | Alpha Boötis   | Arcturus       | العواء  |                                                                                                  |

## خ
| اسم النجم | تسمية باير  | الاسم التقليدي | الكوكبة |
| --------- | ----------- | -------------- | ------- |
| الخباء    | Alpha Corvi | Alchiba        | الغراب  |

## د
| اسم النجم | تسمية باير  | الاسم التقليدي | الكوكبة |
| --------- | ----------- | -------------- | ------- |
| الدبران   | Alpha Tauri | Aldebaran      | الثور   |

## ذ
| اسم النجم        | تسمية باير       | الاسم التقليدي       | الكوكبة         |
| ---------------- | ---------------- | -------------------- | --------------- |
| الذئبان          | Psi Draconis     | Dziban               | التنين          |
| ذنب الدلفين      | Epsilon Delphini | Deneb Dulfim         | الدلفين         |
| ذنب قيطس الشمالي | Iota Ceti        | Deneb Kaitos Shemali | قيطس            |
| ذنب قيطس الجنوبي | Itha Ceti        | Deneb Kaitos janobi  | قيطس            |
| الذيخ            | Iota Draconis    | Edasich              | التنين          |
| ذيل الأسد        | Beta Leonis      | Denebola             | الأسد           |
| ذنب الدجاجة      | Alpha Cygni      | Deneb‌                | الدجاجة         |
| ذنب الجدي        | Delta Capricorni | Deneb Algedi‌         | الجدي           |
| الذراع الأيمن    | Alpha Cephei     | Alderamin            | الملتهب         |
| الذيل            | Xi Andromedae    | Adhil                | المرأة المسلسلة |

## ر
| اسم النجم         | تسمية باير        | الاسم التقليدي       | الكوكبة        |
| ----------------- | ----------------- | -------------------- | -------------- |
| رجل الجبار        | Beta Orionis      | Algebar              | الجبار         |
| رأس الغول         | Beta Persei       | Algol                | حامل رأس الغول |
| الراقص            | Mu Draconis       | Alrakis              | التنين         |
| راقص الملتهب      | Mu Cephei         | Erakis               | الملتهب        |
| الراعي            | Gamma Cephei      | Errai                | الملتهب        |
| رأس الأسد الشمالي | Mu Leonis         | Ras Elased Alshemali | الأسد          |
| رأس الأسد الجنوبي | Epsilon Leonis    | Ras Elased Algenubi  | الأسد          |
| رأس الجاثي        | Alpha Herculis‌    | Rasalgethi ‌          | الجاثي         |
| رأس الحواء        | Alpha Ophiuchi    | Ras Alhague‌          | الحواء         |
| رأس الثعبان       | Beta Draconis     | Rastaban             | التنين         |
| رجل القنطور       | Alpha Centauri    | Rigil Kentaurus      | القنطور        |
| الرشاء            | Alpha Piscium     | Alrescha             | الحوت          |
| الركبة            | Delta Cassiopeiae | Ruchbah              | ذات الكرسي     |
| ركبة الرامي       | Alpha Sagittarii  | Ar-Rukbah            | الرامي         |
| رأس التوأم المقدم | Alpha Geminorum   | Castor               | التوأمان       |
| رأس التوأم المؤخر | Beta Geminorum    | Pollux               | التوأمان       |

## ز
| اسم النجم      | تسمية باير    | الاسم التقليدي     | الكوكبة |
| -------------- | ------------- | ------------------ | ------- |
| الزبانى        | Alpha Cancri  | al zubanāh,Acubens | السرطان |
| الزبان الشمالي | Beta Librae   | Zubeneschamali     | الدلو   |
| الزبان الجنوبي | Alpha Librae  | Zubenelgenubi      | الدلو   |
| زاوية العذراء  | Eta Virginis  | Zaniah             | العذراء |
| زاوية العواء   | Beta Virginis | Zavijava           | العذراء |
| الزورق         | Gamma Eridani | Zaurak             | النهر   |

## س
| اسم النجم   | تسمية باير       | الاسم التقليدي | الكوكبة         |
| ----------- | ---------------- | -------------- | --------------- |
| سعد المطر   | Eta Pegasi       | Matar          | الفرس الأعظم    |
| سعد ناشرة   | Gamma Capricorni | Nashira        | الجدي           |
| سابق        | Eta Ophiuchi     | Sabik          | الحواء          |
| سعد الأخبية | Gamma Aquarii    | Sadachbia      | الدلو           |
| سعد بارع    | Mu Pegasi        | Sadalbari      | الفرس الأعظم    |
| سرة الفرس   | Alpha Andromedae | Alpheratz      | المرأة المسلسلة |
| سعد البهام  | Theta Pegasi     | Baham ‌         | الفرس الأعظم    |
| سعد الذابح  | Beta Capricorni  | Dabih          | الجدي           |
| سعد الهمام  | Zeta Pegasi      | Homam          | الفرس الأعظم    |
| سعد الملك   | Alpha Aquarii    | Sadalmelik     | الدلو           |
| سعد السعود  | Beta Aquarii     | Sadalsuud      | الدلو           |
| سيف         | Kappa Orionis    | Saiph          | الجبار          |
| الساعد      | Beta Pegasi      | Scheat         | الفرس الأعظم    |
| الساق       | Delta Aquarii    | Scheat         | الدلو           |
| السلحفاة    | Gamma Lyrae      | Sulafat        | القيثارة        |
| سهيل        | Canopus          | Suhayl         | القاعدة         |

## ش
| اسم النجم       | تسمية باير     | الاسم التقليدي | الكوكبة      |
| --------------- | -------------- | -------------- | ------------ |
| الشولة          | Lambda Scorpii | Shaula         | العقرب       |
| الشرطان         | Beta Arietis   | Sheratan       | الحمل        |
| الشلياق         | Beta Lyrae     | Shelyak        | القيثارة     |
| الشعرى اليمانية | Sirius         | Sirius         | الكلب الأكبر |

## ص
| اسم النجم         | تسمية باير        | الاسم التقليدي | الكوكبة    |
| ----------------- | ----------------- | -------------- | ---------- |
| صدر الدجاجة (نجم) | Gamma Cygni       | Sadr           | الدجاجة    |
| صدر ذات الكرسي    | Alpha Cassiopeiae | Schedar        | ذات الكرسي |

## ض
| اسم النجم    | تسمية باير  | الاسم التقليدي | الكوكبة |
| ------------ | ----------- | -------------- | ------- |
| الضفدع الأول | Beta Ceti   | addafda        | قيطس    |
| الضفيرة      | Zeta Leonis | ad-Dhafīrah    | الأسد   |

## ط
| اسم النجم   | تسمية باير    | الاسم التقليدي | الكوكبة |
| ----------- | ------------- | -------------- | ------- |
| طرف السرطان | Beta Cancri   | Tarf           | السرطان |
| الطرف       | Lambda Leonis | Alterf         | الأسد   |

## ظ
| اسم النجم       | تسمية باير          | الاسم التقليدي | الكوكبة     |
| --------------- | ------------------- | -------------- | ----------- |
| ظهر الناقة      | Eta Cassiopeiae     | Achird         | ذات الكرسي  |
| ظهر الدب الأكبر | Alpha Ursae Majoris | Dubhe          | الدب الأكبر |

## ع
| اسم النجم   | تسمية باير      | الاسم التقليدي | الكوكبة         |
| ----------- | --------------- | -------------- | --------------- |
| عنق الحية   | α Serpentis     | Unukalhai      | الحية           |
| العواء      | δ Virginis      | Auva           | العذراء         |
| عقرب        | β Scorpii       | Akrab          | العقرب          |
| العذارى     | ε Canis Majoris | Adhara         | الكلب الأكبر    |
| العين       | ε Tauri         | Ain            | الثور           |
| العذرة      | η Canis Majoris | Aludra         | الكلب الأكبر    |
| عرجة النهر  | Tau2 Eridani    | Angetenar      | النهر           |
| العنقاء     | α Phoenicis     | Ankaa          | العنقاء         |
| العرقوب     | β1 Sagittarii's | Arkab          | الرامي          |
| عاتق الثريا | ο Persei        | Atik           | حامل رأس الغول  |
| عناق الأرض  | γ1 And / γ2 And | Almach         | المرأة المسلسلة |
| العيوق      | α Aurigae       | Capella        | ممسك الأعنة     |

## غ
| اسم النجم | تسمية باير      | الاسم التقليدي | الكوكبة      |
| --------- | --------------- | -------------- | ------------ |
| الغميصاء  | β Canis Minoris | Gomeisa        | الكلب الأصغر |
| الغراب    | δ Corvi         | Algorab        | الغراب       |

## ف
| اسم النجم              | تسمية باير          | الاسم التقليدي | الكوكبة                     |
| ---------------------- | ------------------- | -------------- | --------------------------- |
| الفرق                  | Beta Cephei         | Alfirk         | الملتهب                     |
| فم الحوت               | α Piscis Austrini   | Fomalhaut      | الحوت الجنوبي               |
| الفرد                  | α Hydrae            | Alphard        | الشجاع                      |
| فرد الكلب الأكبر (نجم) | Zeta Canis Majoris  | Furud          | الكلب الأكبر                |
| الفخذة                 | Gamma Ursae Majoris | Phad           | مجموعة الدب الأكبر المتحركة |
| فاخثة                  | Alpha Columbae      | Phact          | الحمامة                     |
| فرقد                   | Gamma Ursae Minoris | Pherkad        | الدب الأصغر                 |

## ق
| اسم النجم               | تسمية باير           | الاسم التقليدي    | الكوكبة     |
| ----------------------- | -------------------- | ----------------- | ----------- |
| القائد                  | Eta Ursae Majoris    | Alkaid            | الدب الأكبر |
| القفزة الأولى الجنوبية  | Xi Ursae Majoris     | Alula Australis   | الدب الأكبر |
| القفزة الأولى الشمالية  | Nu Ursae Majoris     | Alula Borealis    | الدب الأكبر |
| القفزة الثانية الشمالية | Lambda Ursae Majoris | Tania Borealis    | الدب الأكبر |
| القفزة الثانية الجنوبية | Mu Ursae Majoris     | Tania Australis   | الدب الأكبر |
| القفزة الثالثة الشمالية | Iota Ursae Majoris   | Talitha Borealis  | الدب الأكبر |
| القفزة الثالثة الجنوبية | Kappa Ursae Majoris  | Talitha Australis | الدب الأكبر |
| قطعة الفرس              | Alpha Equulei        | Kitalpha          | قطعة الفرس  |
| القوس الجنوبي           | Epsilon Sagittarii   | Kaus Australis    | الرامي      |
| القوس الشمالي           | Lambda Sagittarii    | Kaus Borealis     | الرامي      |
| القوس المتوسط           | Delta Sagittarii     | Kaus Media        | الرامي      |
| القرحة                  | Xi Cephei            | Kurhah            | الملتهب     |
| قلب العقرب              | α Scorpii            | Antares           | العقرب      |
| القيض                   | 40 Eridani           | Keid              | النهر       |

## ك
| اسم النجم       | تسمية باير         | الاسم التقليدي | الكوكبة     |
| --------------- | ------------------ | -------------- | ----------- |
| كلب الراعي      | Beta Ophiuchi      | Kelb Alrai     | الحواء      |
| الكعب ذو العنان | Iota Aurigae       | Kabdhilinan    | ممسك الأعنة |
| الكف الخصيب     | Beta Cassiopeiae   | Caph           | ذات الكرسي  |
| الكأس           | Alpha Crateris     | Alkes          | الباطية     |
| الكرسي          | Beta Eridani       | Cursa          | النهر       |
| كف الجذماء      | Gamma Ceti         | Kaffaljidhma   | قيطس        |
| كوكب            | Beta Ursae Minoris | Kochab         | الدب الأصغر |

## م
| اسم النجم    | تسمية باير         | الاسم التقليدي | الكوكبة        |
| ------------ | ------------------ | -------------- | -------------- |
| ماعز         | ε Aurigae          | Almaaz         | ممسك الأعنة    |
| المحلفين     | γ Canis Majoris    | Muliphein      | الكلب الأكبر   |
| المرزم       | γ Orionis          | Bellatrix      | الجبار         |
| الميسان      | Lambda Orionis     | Meissa         | الجبار         |
| المنطقة      | Delta Orionis      | Mintaka        | الجبار         |
| المراق       | Beta Ursae Majoris | Merak          | الدب الأكبر    |
| منكب الجوزاء | Alpha Orionis      | Betelgeus      | الجبار         |
| المرفق       | Alpha Persei‌       | Mirfak         | حامل رأس الغول |
| مرفق الجاثي  | Kappa Herculis     | Marsic         | الجاثي         |
| المليك       | Alpha Leonis       | Regulus        | الأسد          |
| المحلف       | Alpha Eridani      | Achernar       | النهر          |

## ن
| اسم النجم    | تسمية باير        | الاسم التقليدي | الكوكبة |
| ------------ | ----------------- | -------------- | ------- |
| النطاق       | Zeta Orionis      | Alnitak        | الجبار  |
| النياط       | Sigma Scorpii     | Alniyat        | العقرب  |
| النظام       | Epsilon Orionis   | Alnilam        | الجبار  |
| النسر الطائر | Alpha Aquilae     | Altair         | العقاب  |
| النصل        | Gamma² Sagittarii | Alnasl         | الرامي  |
| الناطح       | Alpha Arietis     | Hamal          | الحمل   |
| النهال       | Beta Leporis      | Nihal          | الأرنب  |
| النير        | Alpha Gruis       | Alnair         | الكركي  |
| النطح        | β (Elnath)        | Alnath         | الثور   |

## و
| اسم النجم | تسمية باير    | الاسم التقليدي | الكوكبة | ملاحظات                                                                                                 |
| --------- | ------------- | -------------- | ------- | --- |
| الوزن     | Beta Centauri | Hadar          | قنطور   | الاسم Hadar مشتق من الاسم العربي "حَضار"، والتسمية الأخيرة هي لنجم آخر بجوار الوزن يسمى أيضًا رجل قنطورس. |